# TAR/ター
『TAR/ター』（原題: Tár）は、2022年のアメリカ合衆国のドラマ映画。監督と脚本をトッド・フィールドが務め、ケイト・ブランシェットが主人公のリディア・ターを演じた。
トッド・フィールドは本作が16年振りの監督作品となった。主演の指揮者を演じたケイト・ブランシェットがヴェネツィア国際映画祭で女優賞を受賞。第95回アカデミー賞では作品賞を含む6部門にノミネートされた。

## ストーリー
リディア・ターはベルリン・フィルハーモニー管弦楽団における女性初の首席指揮者であり、作曲家としても指揮者としても当代随一と評価されていた。レズビアンである事を公表して女性パートナーと暮らし、幼い養女にパパと呼ばせて思う通りに人生を謳歌するリディア。だが、権力を握った彼女は気に食わない学生を吊し上げて退席させたり、長年仕えて来た副指揮者を非情に切り捨てる等、恨みを買う行動も目立っていた。
かつての教え子であるクリスタが自殺したと知らせを受けるリディア。クリスタはリディアに性的関係を強要され、悩んだ末に去って行った女性だった。リディアは自分を裏切ったクリスタが音楽業界で働けないように、非難するメールを各所に送っていた。それらのメールを素早く消去するリディア。その頃からリディアは不可思議な幻聴や幻影に悩まされ始めた。
リディアの弟子で秘書でもあるフランチェスカは副指揮者に抜擢されると信じてリディアに尽していたが、他の男性に地位を奪われ、リディアを攻撃する側に回った。クリスタを含む複数の若い女性に、仕事をチラつかせて性的関係を迫ったと記事にされ、フランチェスカによって証拠のメールも提出された。クリスタの両親から告発されてネットは炎上し、追い込まれるリディア。パートナーも養女と共に離れて行った。
コンサートの指揮から外され、当日に満員の観客の前で代役の指揮者を指揮台から引きずり降ろすリディア。会場から連れ出されたリディアには、もはや音楽業界で働く余地は無かった。
しばらく身を隠した後に、フィリピンで指揮の仕事を得るリディア。それは。仮装したオタクたちが聴衆のゲーム音楽のコンサートだった。リディアのその姿を没落と取るか、無心に音楽を愛する新境地と取るかは、映画を観る者の心に託された。

## キャスト
※括弧内は日本語吹替。
- リディア・ター：ケイト・ブランシェット（塩田朋子）
- フランチェスカ・レンティーニ：ノエミ・メルラン（英語版）（清水理沙）
- シャロン・グッドナウ：ニーナ・ホス（浅野まゆみ）
- オルガ・メトキーナ：ゾフィー・カウアー（ドイツ語版）（白石涼子）
- アンドリス・デイヴィス：ジュリアン・グローヴァー（糸博）
- セバスティアン・ブリックス：アラン・コーデュナー（英語版）（田村勝彦）
- エリオット・カプラン[注 2]：マーク・ストロング（安井邦彦）
- クリスタ・テイラー：シルヴィア・フローテ
- 本人：アダム・ゴプニク（英語版）（櫻庭裕士）
- ペトラ：ミラ・ボゴイェヴィッチ（望田ひまり）
- マックス：ツェトファン・スミス＝グナイスト（ドイツ語版）（宮本昌輝）

## 製作
フィールド監督はケイト・ブランシェットが主役を演じることを念頭に本作の脚本を書いていた。それが叶わなかった場合、脚本自体をお蔵入りにするつもりでいたというが、脚本を読んだブランシェットは出演を即座に了承した。2020年の秋より、ブランシェットは役作りの一環としてドイツ語やピアノのレッスンに励むと共に、YouTubeにあるオーケストラの演奏動画を見て指揮者の動きを研究した。
2021年4月、本作の製作が始まっていると正式に発表された。9月8日、ニーナ・ホスとノエミ・メルランの出演が決まったと報じられた。11月、ゾフィー・カウアー、マーク・ストロング、ジュリアン・グローヴァー、シルヴィア・フローテがキャスト入りした。

### 撮影・音楽
2021年8月、本作の主要撮影がベルリンで始まった。9月9日、ヒドゥル・グドナドッティルが本作で使用される楽曲を手掛けるとの報道があった。2022年10月21日、本作のサウンドトラック兼コンセプトアルバムが発売された。

## 公開・マーケティング・興行収入
2022年7月25日、本作のティーザー映像が公開された。9月1日、本作は第79回ヴェネツィア国際映画祭でプレミア上映され、上映終了後のスタンディングオベーションは6分以上にもわたった。同月3日、テルライド映画祭で本作の上映が行われた。29日、本作のオフィシャル・トレイラーが公開された。10月7日、本作は全米4館で限定公開され、公開初週末に15万8620ドル（1館当たり3万9655ドル）を稼ぎ出し、週末興行収入ランキング初登場23位となった。28日、公開規模が1087館にまで拡大され、当該週末に104万ドルを稼ぎ出し、週末興行収入ランキング10位となった。

## 評価

### 批評家の評価
本作は批評家から絶賛されている。映画批評集積サイトのRotten Tomatoesには227件のレビューがあり、批評家支持率は91%、平均点は10点満点で8.3点となっている。サイト側による批評家の見解の要約は「音楽で例えるなら、ケイト・ブランシェットの演技は全てが譜面通りの完璧なもので、天上界にまで響き渡るメロディのようである。そのお陰もあって、『ター』は名声によって増幅していく権力が持つ負の側面を見事に映し出すことができた。」となっている。また、Metacriticには47件のレビューがあり、加重平均値は91/100となっている。

### 受賞・ノミネート
| 賞                                 | 授賞式         | 部門                   | 対象                                                                 | 結果       | 出典          |
| ---------------------------------- | -------------- | ---------------------- | -------------------------------------------------------------------- | ---------- | ------------- |
| ヴェネツィア国際映画祭             | 2022年9月10日  | 金獅子賞               | トッド・フィールド                                                   | ノミネート | [ 25 ] [ 26 ] |
| ヴェネツィア国際映画祭             | 2022年9月10日  | クィア獅子賞           | トッド・フィールド                                                   | ノミネート | [ 25 ] [ 26 ] |
| ヴェネツィア国際映画祭             | 2022年9月10日  | 女優賞                 | ケイト・ブランシェット                                               | 受賞       | [ 25 ] [ 26 ] |
| ミルヴァレー映画祭                 | 2022年10月18日 | 観客賞                 |                                                                      | 受賞       | [ 27 ]        |
| ゴッサム・インディペンデント映画賞 | 2022年11月28日 | 作品賞                 |                                                                      | ノミネート | [ 28 ] [ 29 ] |
| ゴッサム・インディペンデント映画賞 | 2022年11月28日 | 主演俳優賞             | ケイト・ブランシェット                                               | ノミネート | [ 28 ] [ 29 ] |
| ゴッサム・インディペンデント映画賞 | 2022年11月28日 | 助演俳優賞             | ニーナ・ホス                                                         | ノミネート | [ 28 ] [ 29 ] |
| ゴッサム・インディペンデント映画賞 | 2022年11月28日 | 助演俳優賞             | ノエミ・メルラン                                                     | ノミネート | [ 28 ] [ 29 ] |
| ゴッサム・インディペンデント映画賞 | 2022年11月28日 | 脚本賞                 | トッド・フィールド                                                   | 受賞       | [ 28 ] [ 29 ] |
| ニューヨーク映画批評家協会賞       | 2022年12月2日  | 作品賞                 |                                                                      | 受賞       | [ 30 ]        |
| ニューヨーク映画批評家協会賞       | 2022年12月2日  | 主演女優賞             | ケイト・ブランシェット                                               | 受賞       | [ 30 ]        |
| アトランタ映画批評家協会賞         | 2022年12月5日  | 作品賞トップ10         |                                                                      | 4位        | [ 31 ]        |
| アトランタ映画批評家協会賞         | 2022年12月5日  | 主演女優賞             | ケイト・ブランシェット                                               | 受賞       | [ 31 ]        |
| ゴールデングローブ賞               | 2023年1月11日  | 作品賞(ドラマ部門)     |                                                                      | ノミネート |               |
| ゴールデングローブ賞               | 2023年1月11日  | 脚本賞                 | トッド・フィールド                                                   | ノミネート |               |
| ゴールデングローブ賞               | 2023年1月11日  | 主演女優賞(ドラマ部門) | ケイト・ブランシェット                                               | 受賞       |               |
| インディペンデント・スピリット賞   | 2023年3月4日   | 作品賞                 | トッド・フィールド、スコット・ランバート、アレクサンドラ・ミルチャン | ノミネート | [ 32 ]        |
| インディペンデント・スピリット賞   | 2023年3月4日   | 監督賞                 | トッド・フィールド                                                   | ノミネート | [ 32 ]        |
| インディペンデント・スピリット賞   | 2023年3月4日   | 主演俳優賞             | ケイト・ブランシェット                                               | ノミネート | [ 32 ]        |
| インディペンデント・スピリット賞   | 2023年3月4日   | 助演俳優賞             | ニーナ・ホス                                                         | ノミネート | [ 32 ]        |
| インディペンデント・スピリット賞   | 2023年3月4日   | 脚本賞                 | トッド・フィールド                                                   | ノミネート | [ 32 ]        |
| インディペンデント・スピリット賞   | 2023年3月4日   | 撮影賞                 | フロリアン・ホーフマイスター                                         | 受賞       | [ 32 ]        |
| インディペンデント・スピリット賞   | 2023年3月4日   | 編集賞                 | モニカ・ウィリー                                                     | ノミネート | [ 32 ]        |
| アカデミー賞                       | 2023年3月12日  | 作品賞                 |                                                                      | ノミネート | [ 33 ]        |
| アカデミー賞                       | 2023年3月12日  | 監督賞                 | トッド・フィールド                                                   | ノミネート | [ 33 ]        |
| アカデミー賞                       | 2023年3月12日  | 主演女優賞             | ケイト・ブランシェット                                               | ノミネート | [ 33 ]        |
| アカデミー賞                       | 2023年3月12日  | 脚本賞                 | トッド・フィールド                                                   | ノミネート | [ 33 ]        |
| アカデミー賞                       | 2023年3月12日  | 撮影賞                 | フロリアン・ホーフマイスター                                         | ノミネート | [ 33 ]        |
| アカデミー賞                       | 2023年3月12日  | 編集賞                 | モニカ・ヴィッリ                                                     | ノミネート | [ 33 ]        |